# AKKO Invest
AKKO Invest Nyrt ist eine ungarische Beteiligungsgesellschaft, die ihren Sitz in Budapest hat. Sie wurde 2019 durch die Umwandlung von Plotonius Nyrt gegründet und ist seit 2011 an der Budapester Börse notiert. Sie hält überwiegend Anteile an Unternehmen, die in der Immobilienwirtschaft tätig sind. Die größte Tochtergesellschaft ist NEO Property Services Zrt. Sie verfügt über 650 Angestellte, 33 Regionalbüros, ca. 1000 Subunternehmen und über 3 Mio. m² betriebene Immobilienfläche und ist nach eigenen Angaben Marktführer in Ungarn.
Die Aktie von AKKO Invest Nyrt ist im ungarischen Aktienindex BUX enthalten.